# Kathedraal van de Ontslapenis van de Moeder Gods (Kostroma)
De Kathedraal van de Ontslapenis van de Moeder Gods (Russisch: Успенский собор) was een Russisch-orthodoxe kathedraal gelegen in het voormalige kremlin van Kostroma. De kathedraal domineerde samen met de Theofaniekathedraal op de hoge linkeroever van de Wolga het silhouet van de stad. Samen met vrijwel alle andere gebouwen van het kremlin werd de kathedraal in 1934 met de grond gelijkgemaakt.

## Geschiedenis
De kathedraal werd in het midden van de 16e eeuw gebouwd en gedurende de eeuwen veelvuldig verbouwd. In de kathedraal wordt de Theodore icoon van de Moeder Gods vereerd. In de jaren 1777-1778 kreeg de kathedraal na een brand een barok uiterlijk.  De voormalige kathedraal werd voor de vernietiging nog enige tijd gebruikt als graanschuur. Bij de Ontslapeniskathedraal werd in de jaren 1776 - 1791 de Theofaniekathedraal met haar prachtige klokkentoren gebouwd op de plek van het in 1773 afgebrande Heilig Kruisklooster. In dezelfde periode werd de fraaie toegangspoort tot de kathedralen gebouwd. In 1820-1821 werden de koepels van de kerk verguld. Sinds 1835 was de kathedraal de hoofdkerk van het bisdom Kostroma. 
Na de Oktoberrevolutie werden beide kathedralen overgedragen aan de Levende Kerk. In de maand november van het jaar 1929 werd de Ontslapeniskathedraal evenals de Epifaniekathedraal gesloten voor de eredienst. In 1934 werd het kathedralencomplex opgeblazen.
Na de val van de Sovjet-Unie rees het plan om de kathedraal te herbouwen of in ieder geval de klokkentoren, om zo het historische hart van de stad weer enig aanzien te geven. Er werd zelfs een eerste steen gelegd voor de kathedraal. Van herbouw is echter niets terechtgekomen.    

## Externe links

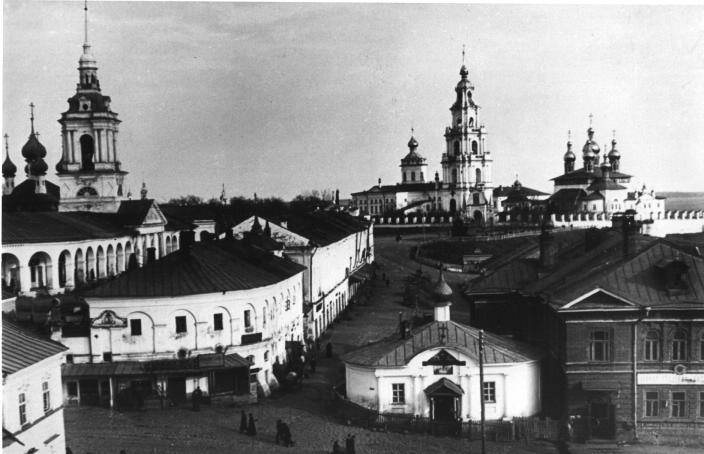
Het kathedralencomplex (rechts op de foto)